# Куноити

く(Ку) + ノ(но) + 一(ити)

Куноити (яп. くノ一 куноити) — термин, обозначающий женщин-ниндзя. Слово «куноити» — это прочтение отдельных черт иероглифа  (яп. 女 онна, «женщина») как символов каны ку (く), но (ノ) и  (яп. 一 ити, «один»).

## Деятельность
Куноити были обучены иначе, чем мужчины-ниндзя. Как правило, их основным оружием считались красота и обаяние, а также смекалка и фанатизм, поскольку в физической силе они значительно уступали мужчинам. Иногда эти качества оказывались намного эффективнее, чем грубая сила, в плане получения необходимой информации. Их подготовка была в основном связана с психологией, интуицией, манипуляцией другими людьми и использованием обаяния, а также ориентировалась на скрытность и знание ядов.
Женщины-ниндзя проходили базовую подготовку по системе ниндзюцу, осваивая навыки боевых искусств, однако упор в этой подготовке делался на нанесение ударов по болевым точкам на человеческом теле. Они применяли эти навыки только в крайнем случае, когда появлялась угроза их разоблачения и поимки.
Как правило, куноити выдавали себя за гейш, служанок, крестьянок, артисток или проституток. Они могли также маскироваться под мико и буддийских монахинь. Главным для них было подобраться как можно ближе к врагу и заполучить информацию. Не всегда те, кого они соблазнили, становились их жертвами: они точно так же могли быть замаскированы под домашних рабов и таким образом получать нужную информацию. Кроме того, воспитанницы Мотидзуки Тиёмэ, служившей клану Такэда, являлись синтоистскими жрицами — мико.
Куноити делились на два типа — симма куноити (обученные) и карима куноити (нанятые). Первые входили в конкретный клан ниндзя и проходили специализированное обучение, предусматривавшее их дальнейшее участие в шпионских и диверсионных операциях. Во главе группы из симма куноити стоял мужчина — кантокюся, который при этом старался убедить каждую из своих подчинённых, что именно она является его единственной любимой и лучшей подчинённой. В ходе подготовки будущих куноити они должны были научиться контролировать свои чувства, чтобы не упустить свою цель или не влюбиться в человека, за которым они наблюдали или которого должны были убить. Вторые не являлись частью клана, но могли быть наняты для выполнения каких-либо заданий. Будучи служанками или любовницами каких-либо феодалов, они могли выполнить задание от клана ниндзя как за вознаграждение, так и исходя из других побуждений. Использовать артисток, гадалок или проституток в качестве куноити разрешалось, только если это не противоречило стратегии и планам клана.
Женщины в Японии были лишены возможности носить меч, поэтому в качестве холодного оружия куноити использовали заколки для волос и веера, которыми могли наносить удары в горло и лицо противнику, а иногда и скрытые в каких-либо предметах клинки, эффективность применения которых возрастала, если на лезвие наносился яд. Иногда они использовали тонки — мелкие подручные предметы наподобие иголок. Так, куноити, замаскированная под проститутку, могла вступить в половую связь с жертвой, а затем в какой-то момент незаметно воткнуть обычную иголку (в том числе отравленную) в конкретный участок на теле мужчины, вытащив затем её и уйдя. Мужчина мог умереть в мгновение ока, но иногда он умирал спустя несколько дней, поначалу ничего не замечая. В качестве оружия могли также использоваться музыкальные инструменты и даже секс-игрушки.
Самураи, которые распознавали в одной из женщин куноити, немедленно отдавали её страже, которая насиловала её, и только затем убивали. Поэтому в момент своего разоблачения любая куноити, как правило, во избежание подобной участи сама совершала ритуальное самоубийство. Она наносила удар ножом в шею (дзигай), демонстрируя тем самым противнику своё презрение к смерти.